# Rat Island (Houtman-Abrolhos)
Rat Island är en ö i Australien. Den ligger i delstaten Western Australia, omkring 410 kilometer nordväst om delstatshuvudstaden Perth. Arean är 0,70 kvadratkilometer.
Den sträcker sig 1,5 kilometer i nord-sydlig riktning, och 0,9 kilometer i öst-västlig riktning.